# 沉月
『沉月』（月に沈む）是2002年10月26日所公開播映的電影，2002年11月13日於日本發售。

## 關於
這是一部關於前世今生的短篇電影。這部短篇電影的來源，是導演行定勲兼編劇在看到濱崎步的第28張單曲「Voyage」後有所觸動，從而根據主題曲創作的短篇電影，也是出道的歌手-濱崎步，在出道以後所參與首次第一女主角主演的電影。

## 故事
濱崎步在短篇電影裡面飾演一位每天都被相同的夢境所糾纏的重度精神患者，也是入院的少女「みなも」，在心理醫生的引導下，她回憶起了夢境，看到了她在絕望中死去的前世，那個女子名字叫做「かがり」，還有她的前世的戀人「尊臣」。
在一次「かがり」即將成為古老儀式中－族人的犧牲品，得要被淹沒在湖水當中。
突然出現的尊臣要如何解救かがり的性命，而命運又將該如何描寫呢......。
後來，みなも和昭午在今生相遇，並發現對方就是自己一直苦苦尋覓的靈魂伴侶。
前世記憶的深深牽絆，時光交錯的愛戀，日式的華美服飾，船漸漸駛向湖面沉月的倒影裡…若影若現、如若淒美，這部影片演繹到了極致。

## 演員
- みなも/かがり：濱崎步
- 昭午/尊臣：伊勢谷友介
- 空蟬：中村久美
- 佐古：香川照之
- 主道(精神科醫生)：糸井重里
- 醫師助手：岩下政之

## 工作人員
- 導演・編劇：行定勲
- 製作總指揮：松浦真在人(松浦勝人)
- 執行製片人：冨田恭通、山口順久
- 攝影：篠田昇
- 美術：都築雄二
- 服裝設計：伊藤佐智子
- 編集：今井剛
- 音樂：CMJK、MOKU
- 鑄造：畠中基博、佐藤あゆみ
- 照明：中村裕輔
- 錄音：伊藤裕規

## 說明
電影播映結束大約一周後，DVD版本隨後發行。此外，VHS版本只用於一般租借。

### 收錄內容
1. 長編劇情片音樂「沉月」

特典映像
1. PV clip「Voyage」
2. 「Making clip」

## 外部連結
- allcinema-沉月 （页面存档备份，存于） （日語）
- KINENOTE-沉月 （页面存档备份，存于） （日語）
- IMDb-沉月 （页面存档备份，存于） （英文）